# Sadao
Sadao (em tailandês: อำเภอสะเดา) é um distrito da província de Songkhla, no sul da Tailândia. É um dos 16 distritos que compõem a província. Sua população, de acordo com dados de 2012, era de 120 306 habitantes, e sua área territorial é de 1.029,273 km², sendo o maior distrito da província em área territorial e o segundo mais populoso, atrás apenas de Hat Yai.